# Sargus stuckenbergianum
Sargus stuckenbergianum är en tvåvingeart som först beskrevs av Lindner 1961.  Sargus stuckenbergianum ingår i släktet Sargus och familjen vapenflugor. Inga underarter finns listade i Catalogue of Life.